# Women's International Boxing Association

Logo officiel de la WIBA

La Women's International Boxing Association (WIBA) est l'une des principales fédérations internationales de boxe anglaise professionnelle féminine. Elle a été fondée en juillet 2000 par l'américain Ryan Wissow et le colombien Luis Bello-Diaz.